# Grande Somalia

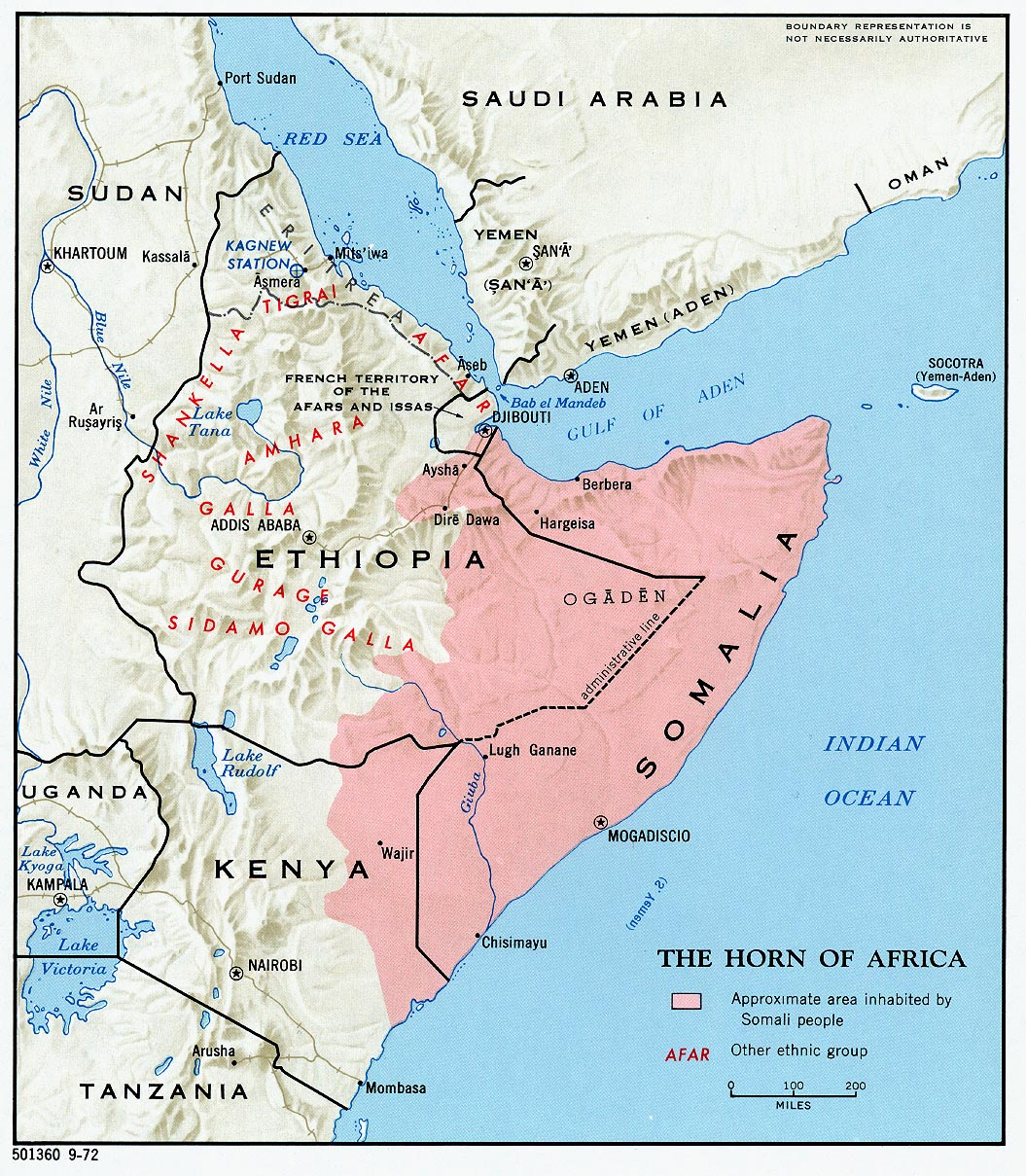
Mappa della CIA dei territori approssimativamente abitati dai somali.

Il termine Grande Somalia (in somalo 𐒈𐒝𐒑𐒛𐒐𐒘𐒓𐒗𐒕𐒒, "Soomaaliweyn") si riferisce a quelle regioni del Corno d'Africa abitate da somali, quindi all'attuale Somalia (compreso il Somaliland), al Gibuti, al nord-est del Kenya e all'Ogaden, regione dell'Etiopia al confine con la Somalia. 
Storicamente si riferisce alla creazione di un territorio (esistito solo alcuni mesi tra il 1940 e il 1941) che comprendeva la quasi totalità delle aree abitate da somali ai tempi del fascismo.

## Storia

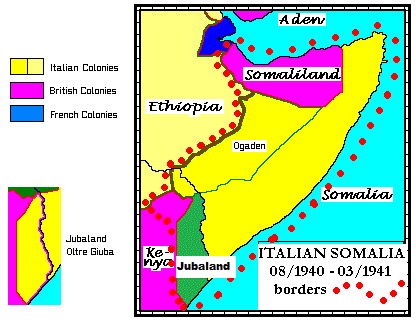
La "Grande Somalia" che univa tutti i Somali in uno stesso territorio

Durante la prima guerra mondiale il Regno Unito strinse un accordo segreto con l'Italia per la cessione dei 94.050 km2 del territorio dell'Oltregiuba alla Somalia italiana in caso d'entrata in guerra dell'Italia accanto alla Triplice intesa. 
A conflitto concluso e con la vittoria dell'Intesa il trattato fu rispettato e l'Oltregiuba venne ceduto all'Italia nel 1924 e successivamente incorporato nella Somalia nel 1926. Dopo la guerra d'Etiopia nel 1936 anche l'Ogaden venne incorporato nella Somalia italiana. Successivamente nell'agosto del 1940 le truppe dell'Africa Orientale Italiana riuscirono a conquistare la Somalia Britannica scacciando gli inglesi: crearono così la "Grande Somalia", vanto del fascismo mussoliniano. 
Ma nel marzo del 1941 gli inglesi si rimpadronirono della loro colonia e, riuscendo a sconfiggere le ultime resistenze italiane, rioccuparono l'intero Corno d'Africa e quindi di tutte le regioni abitate da popolazioni somale. Gli inglesi nell'estate 1941 subito smembrarono la "Grande Somalia" nuovamente, allo scopo di accattivarsi gli etiopi di Hailé Selassié che reclamavano l'Ogaden.
Dopo la seconda guerra mondiale, le attività secessioniste hanno coinvolto gli obiettivi politici e militari di Etiopia e Somalia. Alla fine degli anni 1970 entrambe le nazioni combatterono la guerra dell'Ogaden per il controllo della regione abitata da somali, ma facente parte dell'Etiopia.
Attualmente - con la Somalia ridotta a una guerra civile che in passato ha messo in dubbio l'esistenza stessa dello Stato - la Grande Somalia resta solo un effimero "sogno" di alcuni nazionalisti somali.